# دیدارهای فوتبال عراق و عربستان
دیدارهای فوتبال عراق و عربستان که دو رقیب سرسخت در جهان عرب هستند ، مسابقات آنها یکی از داغترین رقابتهای جهان عرب محسوب می شود.
اگرچه در مقایسه با رقابت هر دو با ایران کمتر مورد توجه قرار گرفت ، اما یکی از قدیمی ترین رقابتها در آسیا است.  وقتی دو تیم با یکدیگر روبرو می شوند ، احساسات بالا می رود.

## اهمیت مسابقات
دلایل اصلی این رقابت اختلافات سیاسی و شکایات تاریخی است. در طول جنگ خلیج فارس در دهه ۱۹۹۰ ، عراق به کویت ، متحد عربستان سعودی حمله کرد و هر دو یک جنگ کوتاه اما خونین داشتند که همچنان تأثیر عمده ای بر روابط آنها داشت.  اتهامات از طرف عراق مبنی بر تحریک گروه های تروریستی توسط عربستان سعودی ، مانند داعش و القاعده ، خصومت بین دو ملت را بیش از پیش زیاد کرد.

## مسابقات
منبع: 
| شماره | تاریخ          | میزبان     | رقابت                                            | بازی          | دستاورد |
| ----- | -------------- | ---------- | ------------------------------------------------ | ------------- | ------- |
| ۱     | ۲۲ اوت ۱۹۷۵    | تهران      | مقدماتی المپیک تابستانی ۱۹۷۶                     | عربستان– عراق | ۲–۰     |
| ۲     | ۲۵ نوامبر ۱۹۷۵ | بغداد      | مقدماتی جام ملت‌های آسیا ۱۹۷۶                     | عراق– عربستان | ۱-۱     |
| ۳     | ۲ دسامبر ۱۹۷۵  | بغداد      | مقدماتی جام ملت‌های آسیا ۱۹۷۶                     | عراق– عربستان | ۱-۲     |
| ۴     | ۲۹ مارس ۱۹۷۶   | دوحه       | چهارمین دوره جام شاخاب پارس                      | عراق– عربستان | ۷–۱     |
| ۵     | ۳۱ اوت ۱۹۷۶    | ریاض       | دوستانه                                          | عربستان-عراق  | ۰-۰     |
| ۶     | ۱۴ دسامبر ۱۹۷۸ | بانکوک     | بازی‌های آسیایی ۱۹۷۸                              | عراق– عربستان | ۱-۱     |
| ۷     | ۸ آوریل ۱۹۷۹   | بغداد      | پنجمین دوره جام شاخاب پارس                       | عراق– عربستان | ۲–۰     |
| ۸     | ۲۱ مارس ۱۹۸۱   | ریاض       | مقدماتی جام جهانی ۱۹۸۲ (آسیا و اقیانوسیه)        | عربستان– عراق | ۱–۰     |
| ۹     | ۲۴ مارس ۱۹۸۲   | امارات     | ششمین دوره جام شاخاب پارس                        | عراق– عربستان | ۱-۱     |
| ۱۰    | ۱ دسامبر ۱۹۸۲  | دهلی نو    | بازی‌های آسیایی ۱۹۸۲                              | عراق– عربستان | ۱–۰     |
| ۱۱    | ۱۷ مارس ۱۹۸۴   | مسقط       | هفتمین دوره جام شاخاب پارس                       | عراق– عربستان | ۴–۰     |
| ۱۲    | ۱۰ ژوئیه ۱۹۸۵  | طائف       | جام ملت های عربی ۱۹۸۵                            | عراق– عربستان | ۳–۲     |
| ۱۳    | ۱۴ اوت ۱۹۸۵    | کازابلانکا | بازی‌های عربی ۱۹۸۵                                | عراق– عربستان | ۱-۲     |
| ۱۴    | ۳۰ مارس ۱۹۸۶   | منامه      | هشتمین دوره جام شاخاب پارس                       | عربستان– عراق | ۱-۲     |
| ۱۵    | ۱ اکتبر ۱۹۸۶   | سئول       | بازی‌های آسیایی ۱۹۸۶                              | عراق– عربستان | ۱-۱     |
| ۱۶    | ۴ دسامبر ۱۹۸۷  | ریاض       | مقدماتی المپیک تابستانی ۱۹۸۸                     | عراق– عربستان | ۰-۰     |
| ۱۷    | ۱ ژانویه ۱۹۸۸  | مسقط       | مقدماتی المپیک تابستانی ۱۹۸۸                     | عراق– عربستان | ۱-۱     |
| ۱۸    | ۱۶ مارس ۱۹۸۸   | ریاض       | نهمین دوره جام شاخاب پارس                        | عراق– عربستان | ۲–۰     |
| ۱۹    | ۱۵ ژوئیه ۱۹۸۸  | امان       | جام ملت های عربی ۱۹۸۸                            | عراق– عربستان | ۲–۰     |
| ۲۰    | ۲۴ اکتبر ۱۹۹۳  | دوحه       | مقدماتی جام جهانی ۱۹۹۴ (آسیا)                    | عراق– عربستان | ۱-۱     |
| ۲۱    | ۸ دسامبر ۱۹۹۶  | دبی        | جام ملت‌های آسیا ۱۹۹۶                             | عربستان– عراق | ۱–۰     |
| ۲۲    | ۳۱ اوت ۲۰۰۱    | منامه      | مقدماتی جام جهانی ۲۰۰۲- دور دوم آسیا             | عربستان– عراق | ۱–۰     |
| ۲۳    | ۵ اکتبر ۲۰۰۱   | امان       | مقدماتی جام جهانی ۲۰۰۲- دور دوم آسیا             | عربستان– عراق | ۱-۲     |
| ۲۴    | ۲۶ ژوئیه ۲۰۰۴  | چنگدو      | جام ملت‌های آسیا ۲۰۰۴                             | عراق– عربستان | ۱-۲     |
| ۲۵    | ۵ دسامبر ۲۰۰۵  | الریان     | بازی های آسیای غربی ۲۰۰۵                         | عراق– عربستان | ۱-۵     |
| ۲۶    | ۸ دسامبر ۲۰۰۵  | الریان     | بازی های آسیای غربی ۲۰۰۵                         | عراق– عربستان | ۲–۰     |
| ۲۷    | ۱۵ مارس ۲۰۰۶   | جده        | دوستانه                                          | عراق– عربستان | ۲-۲     |
| ۲۸    | ۲۴ ژانویه ۲۰۰۷ | ابوظبی     | هجدهمین دوره جام شاخاب پارس                      | عربستان– عراق | ۱–۰     |
| ۲۹    | ۲۹ ژوئیه ۲۰۰۷  | جاکارتا    | جام ملت‌های آسیا ۲۰۰۷                             | عراق– عربستان | ۱–۰     |
| ۳۰    | ۲۲ مارس ۲۰۰۹   | ریاض       | دوستانه                                          | عراق– عربستان | ۰-۰     |
| ۳۱    | ۲۹ دسامبر ۲۰۱۰ | دمام       | دوستانه                                          | عراق– عربستان | ۱–۰     |
| ۳۲    | ۵ ژوئیه ۲۰۱۲   | جده        | جام ملت‌های عربی ۲۰۱۲                             | عراق– عربستان | ۱–۰     |
| ۳۳    | ۶ ژانویه ۲۰۱۳  | شهرک عیسی  | بیست و یکمین دوره جام شاخاب پارس                 | عراق– عربستان | ۲–۰     |
| ۳۴    | ۱۵ اکتبر ۲۰۱۳  | امان       | مرحله مقدماتی جام ملت‌های آسیا ۲۰۱۵               | عربستان– عراق | ۲–۰     |
| ۳۵    | ۱۵ نوامبر ۲۰۱۳ | دمام       | مرحله مقدماتی جام ملت‌های آسیا ۲۰۱۵               | عربستان– عراق | ۲–۱     |
| ۳۶    | ۶ سپتامبر ۲۰۱۶ | شاه عالم   | مقدماتی جام جهانی فوتبال ۲۰۱۸ (آسیا) – مرحله سوم | عربستان– عراق | ۲–۱     |
| ۳۷    | ۲۸ مارس ۲۰۱۷   | جده        | مقدماتی جام جهانی فوتبال ۲۰۱۸ (آسیا) – مرحله سوم | عربستان– عراق | ۱–۰     |
| ۳۸    | ۲۸ فوریه ۲۰۱۸  | بصره       | دوستانه                                          | عراق– عربستان | ۴–۱     |
| ۳۹    | ۱۵ اکتبر ۲۰۱۸  | ریاض       | دوستانه                                          | عراق– عربستان | ۱-۱     |
| ۴۰    | ۹ ژانویه ۲۰۲۳  | بصره       | بیست و پنجمین دوره جام ملت‌های شاخاب پارس         | عراق– عربستان | ۲–۰     |

## آمار
| مسابقات برگزارشده در عراق        | ۵  |
| مسابقات برگزارشده در کشور بی طرف | ۲۳ |
| مسابقات برگزارشده در عربستان     | ۱۲ |
| تمامی مسابقات                    | ۴۰ |
| پیروزی عربستان                   | ۱۱ |
| پیروزی عراق                      | ۱۸ |